# Sérgio Silva
Sérgio Roberto Silva, de nome profissional Sérgio Silva (Porto Alegre, 19 de novembro de 1945 - 15 de agosto de 2012), foi um cineasta brasileiro.

## Biografia[1]
Ainda estudante no Julinho, descobriu sua vocação teatral ao atuar no "Auto da compadecida" de Ariano Suassuna. A partir de 1975, foi ator, e também produtor e cenógrafo, em 21 espetáculos de teatro apresentados em Porto Alegre, com destaque para o período em que trabalhou com o Teatro Vivo da diretora Irene Brietzke, em uma série de montagens a partir de textos de Bertolt Brecht.
Formado em Letras pela UFRGS em 1970, lecionou literatura no Colégio Israelita por doze anos, depois foi professor de dramaturgia no Departamento de Arte Dramática da UFRGS, até se aposentar em 2010.
Mas, como sempre declarou em entrevistas, "o cinema foi a sua diversão preferida desde os 6 ou 7 anos de idade". Em 1961, tornou-se sócio do Clube de Cinema de Porto Alegre, e alguns anos mais tarde foi chamado por seu presidente P. F. Gastal para escrever crítica de cinema no jornal Correio do Povo, e depois na Folha da Manhã e Folha da Tarde.
Como diretor e roteirista, realizou 21 filmes, sendo a maior parte deles curtas-metragens e vários realizados nas bitolas 16 mm e super-8. "Sem tradição, sem família e sem propriedade", de 1968, é considerado um dos primeiros filmes em super-8 com intenção artística realizados no Brasil. "Adiós, América do Sul" em 1984 conquistou medalha de prata no Festival Internacional da UNICA, em Saint-Nazaire, na França.
Nos anos 1980 realizou curtas já em 35 mm, aproveitando a vigência da Lei do Curta e a possibilidade de trabalho com equipes mais profissionalizadas. Ainda assim, seu primeiro longa-metragem, dirigido em parceria com o amigo e sócio Tuio Becker, foi em 16 mm: "Heimweh/ Nostalgia" (1990), crônica ficcional da vida de um imigrante alemão no Rio Grande do Sul, totalmente falado em alemão.
Seu primeiro longa em 35 mm, com lançamento comercial em cinemas do país, só veio após o Plano Collor e a chamada Retomada do Cinema Brasileiro: "Anahy de las Misiones" (1997) conta a história de uma mulher (interpretada por Araci Esteves) que, durante a Guerra dos Farrapos, "percorre os campos de batalha, pilhando os mortos em companhia de seus quatro filhos".
Quando Sérgio Silva foi indicado para receber o Prêmio Joaquim Felizardo da Secretaria Municipal de Cultura de Porto Alegre, em janeiro de 2010, o Conselho do Prêmio justificou sua escolha pela qualidade do filme "Anahy de las Misiones", considerado "não apenas a melhor produção cinematográfica da história do cinema gaúcho como também a melhor entre todas aquelas que já se ocuparam da realidade sócio-cultural do Rio Grande do Sul em qualquer época".
Quase um Tango... seu ultimo filme, ainda permanece inédito no circuito comercial, tendo sido apresentado apenas no Festival de Gramado em 2009, onde levou dois troféus Kikito: Melhor roteiro para Sérgio Silva e melhor atriz para Vivianne Pasmanter.
Em 2012, o Festival de Gramado prestou homenagem a Sérgio Silva e sua obra cinematográfica, mas ele não pôde comparecer por problemas de saúde. Três dias depois, morreu em sua casa, em Porto Alegre, em decorrência de um câncer contraído há dois anos.

## Filmografia (como diretor)[10]
- 2009: "Quase um Tango..."
- 2003: "Noite de São João"
- 1997: "Anahy de las Misiones"
- 1994: "Frau Olga, Fräulein Frieda" (curta, inacabado)
- 1993: "O Zeppelin Passou por Aqui" (curta)
- 1990: "Festa de Casamento" (curta)
- 1990: "Heimweh/Nostalgia" (longa em 16 mm, co-dir. Tuio Becker)
- 1984: "A Divina Pelotense" (curta em 16mm)
- 1983: "Às margens plácidas (curta em super-8)
- 1982: "Adiós América do Sul" (curta em super-8, co-dir. Tuio Becker)
- 1979: "Os Familiares" (curta em super-8)
- 1969: "Não tem sentido" (curta em 16 mm)
- 1969: "Scorpion" (curta em 16 mm, inacabado)
- 1968: "Sem tradição, sem família e sem propriedade" (curta em super-8)

## Carreira no teatro (como ator)[11]
- 1995: "Delirio Erótico do Sr. Nelson Rodrigues"
- 1988: "Mahagonny"
- 1986: "A Boa Alma de Setsuan"
- 1985: "Delírio e Paixão do Sr. Nelson Rodrigues"
- 1984: "Champagne para Mãe Tuda"
- 1982: "O Rei da Vela"
- 1981: "Happy End"
- 1979: "Antígona"
- 1975: "Boneca Teresa ou Canção de Amor e Morte de Gelsi e Valdinete"
- 1974: "Rodolfo Valentino"
- 1973: "A Ópera dos Três Vinténs"